# Flugplatz Chemnitz-Jahnsdorf

i7
i11
i13
Der Flugplatz Chemnitz-Jahnsdorf (ICAO-Code: EDCJ) ist ein Verkehrslandeplatz und liegt südlich von Chemnitz in der Gemarkung Pfaffenhain der Gemeinde Jahnsdorf/Erzgeb.
Er wurde in der DDR-Zeit neu gebaut und 1978 in Betrieb genommen, nachdem der alte, seit 1926 bestehende Flugplatz von Chemnitz dem Fritz-Heckert-Wohngebiet weichen musste. 1980 wurde eine Fliegerschule der Gesellschaft für Sport und Technik (GST) zur Ausbildung künftiger Militärflieger eröffnet. Bis zum Ende der DDR fanden bis zu 500 Flugbewegungen pro Tag statt.
Zwei Flugschulen haben auf dem Flugplatz eine Zweigstelle ihres Unternehmens und bieten Rund- und Fotoflüge an.

## Fluggesellschaften und Ziele
Momentan gibt es weder Linien- noch Charterflüge. Der Flugplatz dient hauptsächlich der Allgemeinen Luftfahrt und Geschäftsflügen.

## Geschichte

### Entwicklung des Chemnitzer Flugplatzes

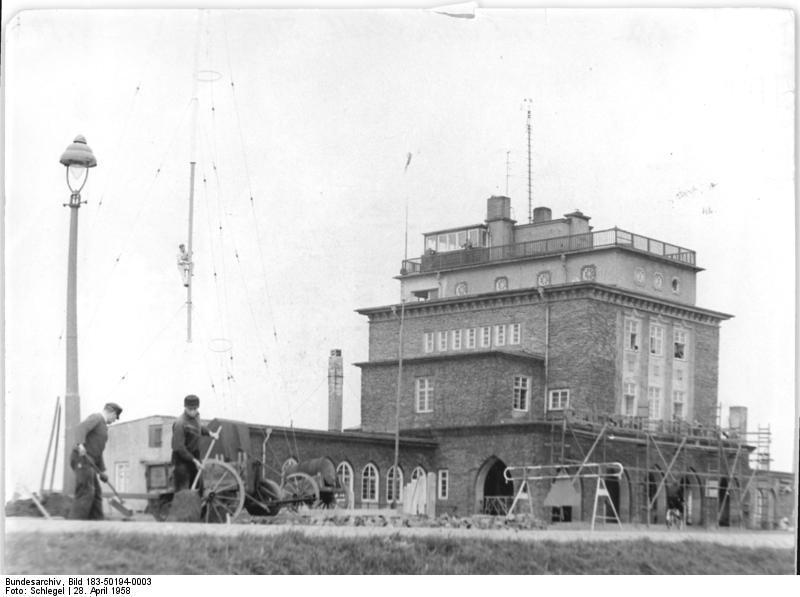
Altes Flugplatzgebäude und die Sendeanlage im April 1958

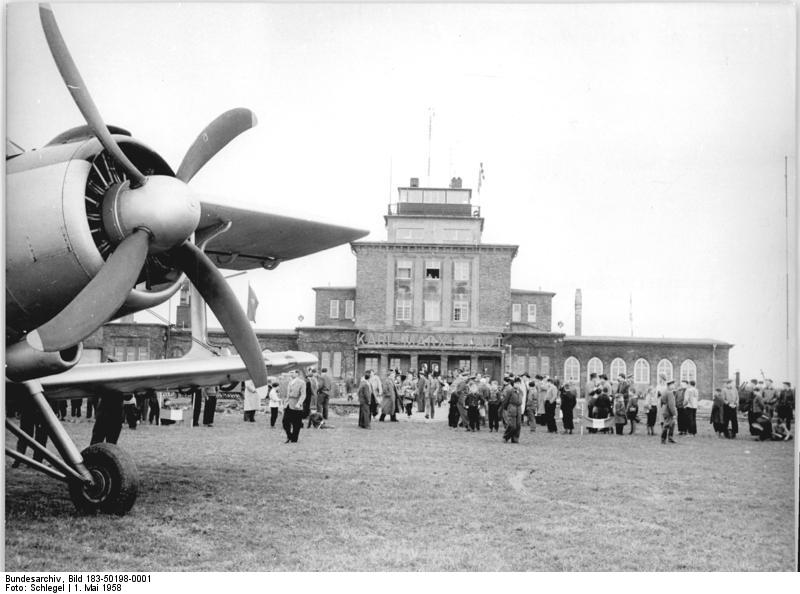
Flughafen Karl-Marx-Stadt im Mai 1958

Pläne für den Bau eines Flughafens im Südosten der Stadt existierten bereits seit 1910, die aber, bedingt durch Ersten Weltkrieg, nicht verwirklicht wurden. Erst nach Gründung der Chemnitzer Flughafen GmbH am 5. März 1925 erfolgte ein erster Ausbau eines Geländes 3 km südwestlich des Stadtzentrums auf der Helbersdorfer Flur, nordwestlich der Stollberger Straße (Koordinaten). Am 4. Mai 1926 wurde der Chemnitzer Flughafen feierlich eingeweiht. Bereits wenige Tage nach seiner Eröffnung wurde ein regelmäßiger Flugverkehr aufgenommen, beispielsweise nach München, Stuttgart, Wien und Budapest.
Erste flugsportliche Aktivitäten gab es seit 1932, die wenig später in einer Fliegerübungsstelle des DLV zusammengefasst wurden. Daraus entstand 1936 eine Reichssportfliegerschule, aus der 1938 eine Reichsschule für Motorflug des NSFK hervorging.
Am 24. Juli 1937 erfolgte die Einstellung des regelmäßigen Linienverkehrs, der zwar 1939 noch einmal kurzzeitig aufgenommen, jedoch im August selben Jahres bereits wieder eingestellt wurde. Während des Zweiten Weltkrieges wurde der Flughafen von Oktober 1939 bis Juni 1943 von der mit Kleinflugzeugen ausgerüsteten Flugzeugführerschule A/B Plauen bzw. A/B 7 genutzt. Nach Kriegsende waren sowjetische Militärflugzeuge vom Typ Polikarpow Po-2 auf dem Flughafen stationiert. Anfang der fünfziger Jahre gestattete die sowjetische Besatzungsmacht, dass in der DDR wieder eigenständig Luftverkehr durchgeführt werden konnte.
So wurde 1952 auch in Chemnitz der Flugbetrieb wieder aufgenommen, allerdings vorerst nur durch Segelflieger der GST. Am 3. Mai 1958 erfolgte die Wiedereröffnung des zivilen Luftverkehrs und zwischen 1958 und 1962 flog die Deutsche Lufthansa der DDR den Flughafen der inzwischen in Karl-Marx-Stadt umbenannten Stadt mit Flugzeugen vom Typ Antonow An-2 im regelmäßigen Liniendienst an. Nach der Einstellung dieses Inlandflugverkehrs wurde das Gelände zur Bebauung freigegeben und seitdem hat die Stadt im Luftverkehr keinerlei Bedeutung mehr erlangt.

### Neuer Flughafen in Jahnsdorf

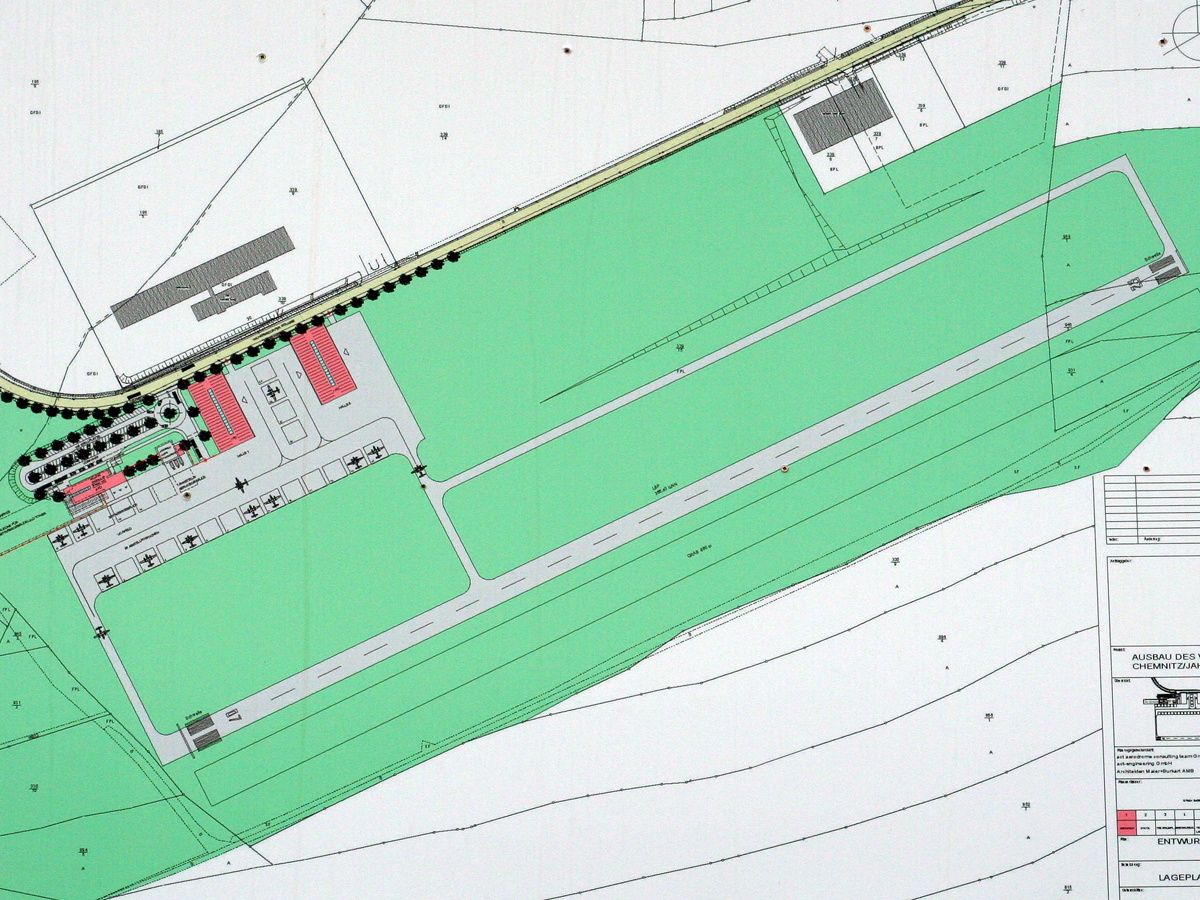
Lageplan

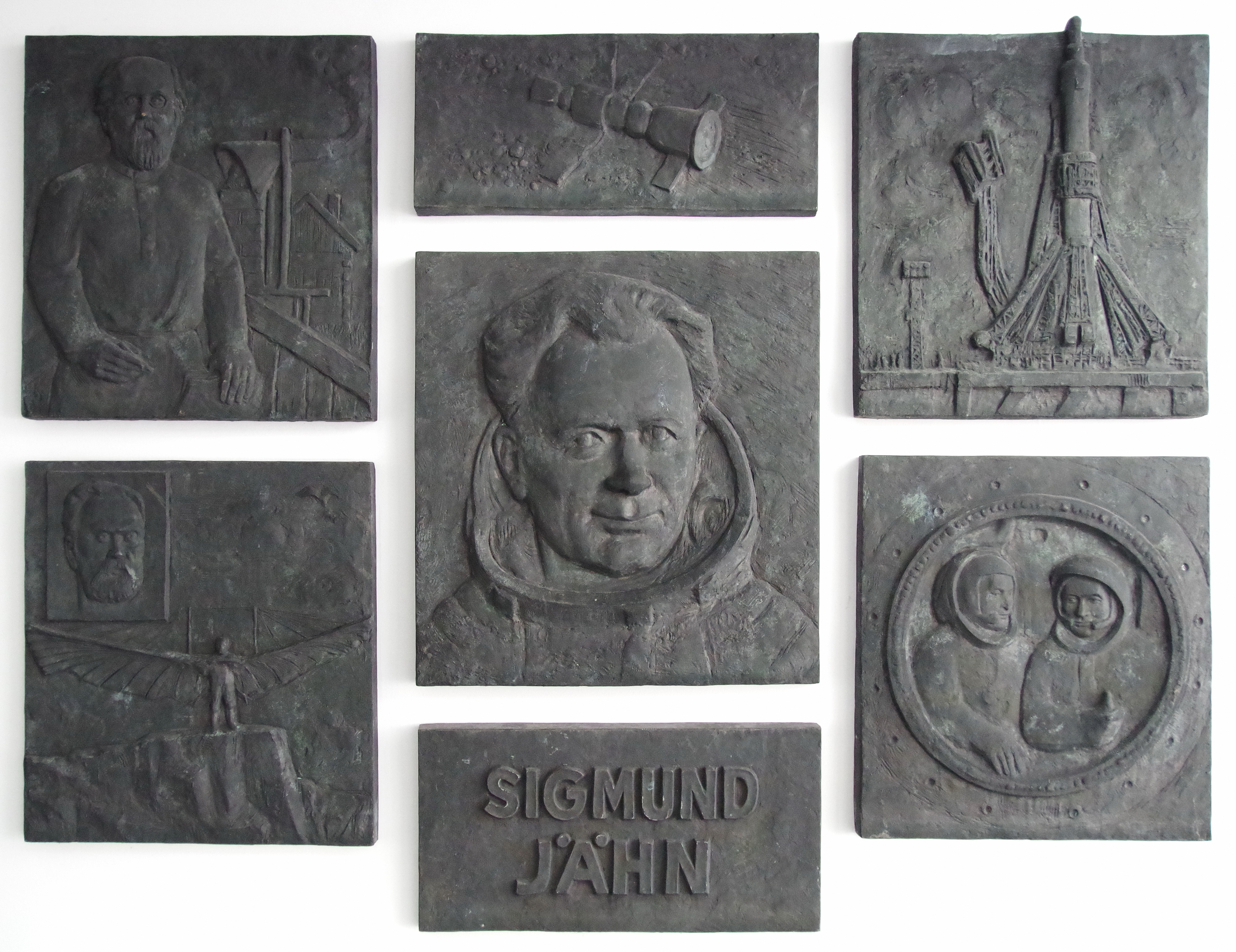
Relieftafeln des Denkmals zu Ehren von Sigmund Jähns Weltraumflug

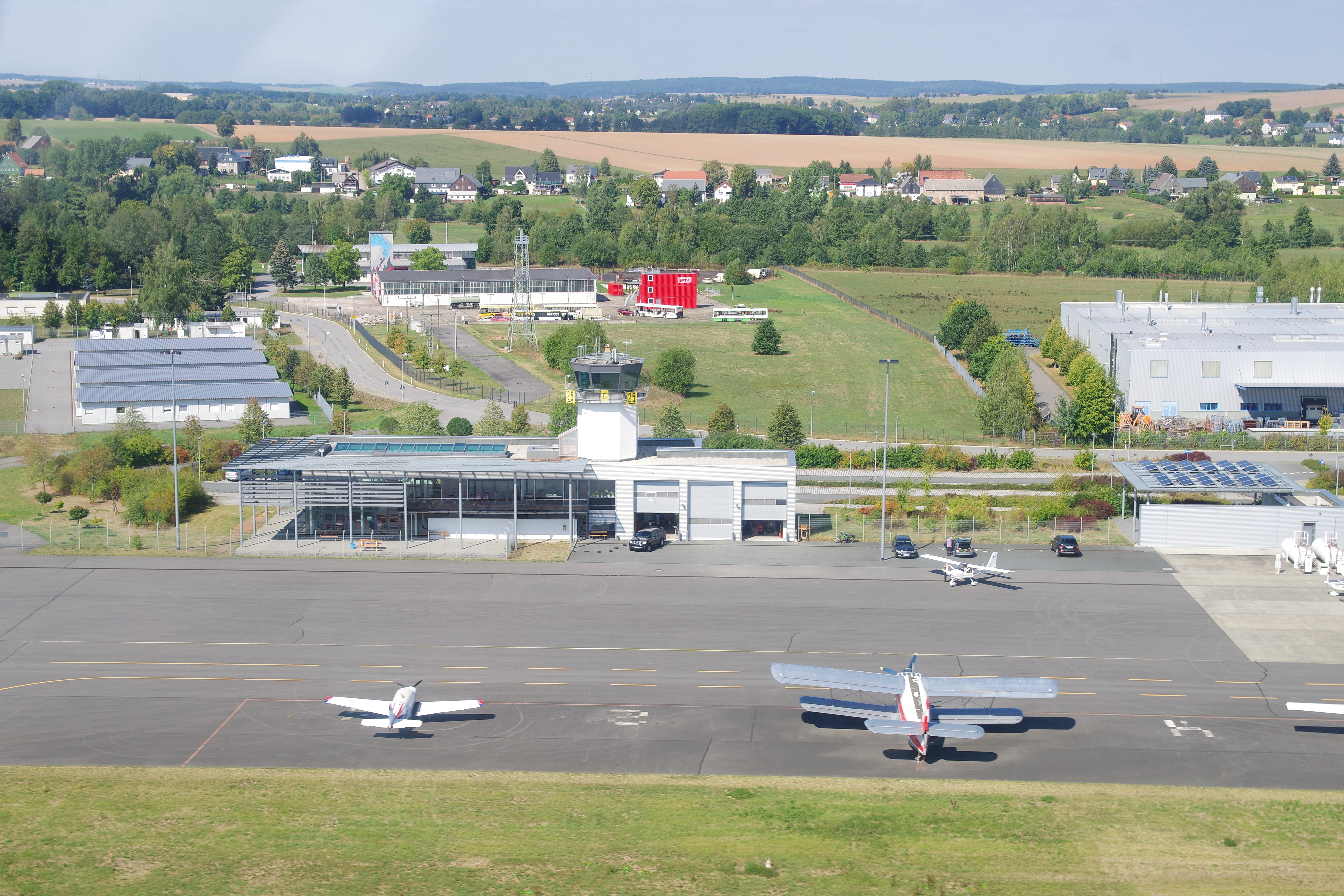
Flughafengebäude mit Tower 2018

Bereits Anfang der 1960er Jahre gab es Pläne zur Neuerrichtung eines für größere Flugzeuge geeigneten Flughafens bei Oberlichtenau, ca. 9 km nördlich von Karl-Marx-Stadt. Der geplante Standort war aufgrund seiner Nähe zur Autobahn und Eisenbahn sehr verkehrsgünstig gewählt. Das Flughafenprojekt wurde jedoch mit Verweis auf die ungünstigen lokalen Wetterbedingungen nicht ausgeführt.
Die Pläne auf dem Flugplatzgelände an der Stollberger Straße ein Wohngebiet zu errichten, führten ca. 1970 zur Suche nach einem neuen Gelände für einen Flugplatz. Von elf untersuchten Flächen in der Umgebung von Karl-Marx-Stadt erhielt der Standort Jahnsdorf den Vorzug. In den Jahren von 1971 bis 1977 erfolgte die Planung und der Bau des Flugplatzes in Jahnsdorf. Dieser wurde 1978 offiziell mit den VI. Meisterschaften der DDR der Junioren und dem DDR-offenen Wettkampf der Frauen im Segelflug in Betrieb genommen.
Die Gründung der GST-Fliegerschule im Jahr 1980 führte zu einer neuen Qualität der Nutzung des Flugplatzes.
Es wurden zentrale Lehrgänge für zukünftige Militärflieger durchgeführt und diese neue Aufgabe mit der Verleihung des Ehrennamens GST-Fliegerschule „Fliegerkosmonaut Sigmund Jähn“ 1982 unterstrichen. Bis 1990 wurden am Flugplatz zahlreiche Ausbildungslehrgänge und Wettkämpfe durchgeführt und dabei an Spitzentagen über 500 Flugbewegungen erreicht. In den Jahren 1990 bis 1992 wurde der Flugplatz durch Vereine genutzt. In der Öffentlichkeit war er ein Politikum. Kontroverse Diskussionen, fadenscheinige Investoren und ungeklärte Eigentumsverhältnisse erschwerten eine Klärung, wie mit dem Platz umgegangen werden sollte.
Mit Gründung der Verkehrslandeplatz Chemnitz/Jahnsdorf GmbH im Jahr 1993 stand die Aufgabe, ausgehend vom Potential der Altanlage eine den neuen Bedingungen angepasste Entwicklung zu realisieren. Im Ergebnis eines zweistufigen Gutachtens der Firma AIRTEC wurde ein Ausbauszenario empfohlen, das der Aufsichtsrat grundsätzlich in seiner Sitzung am 23. Juni 1994 bestätigte.
Parallel zur Gutachtenerstellung erfolgten aber bereits erste Maßnahmen. Aufgrund der problematischen Vergangenheit, es erfolgten vor 1990 über 500 Flugbewegungen am Tag, deren Abwicklung ohne Rücksichtnahme auf die umliegende Bevölkerung erfolgte, wurde gegen diese Ausbauschritte geklagt und auch insgesamt die Genehmigung des Verkehrslandeplatzes vor Gericht angegriffen. Diese rechtlichen Schritte, zuerst der betroffenen Gemeinden und später durch eine Bürgerinitiative, hatten zunächst Erfolg und brachten den Flugbetrieb in den Jahren 1995 und 1996 zum Erliegen.
Aufgrund dieser Situation wurden die ehemals empfohlenen sechs Ausbauschritte zusammengefasst. Es erfolgte im Zeitraum 1994 bis 1996 ein Genehmigungsverfahren zur Wiederinbetriebnahme des Verkehrslandeplatzes. Am 16. Dezember 1996 erteilte das Regierungspräsidium Dresden, Referat Luftverkehr, der Verkehrslandeplatz Chemnitz/Jahnsdorf GmbH die Betriebsgenehmigung, wodurch die Altanlage in ihrer vorhandenen Form genutzt werden konnte. Gleichzeitig wurde ein Antrag auf Ausbau des Verkehrslandeplatzes erarbeitet, am 20. Dezember 1998 eingereicht und am 24. März 2000 vom Regierungspräsidium Dresden, Referat Luftverkehr, genehmigt. Auf Grundlage dieser Genehmigung soll der Ausbau und die Befestigung der Start- und Landebahn auf einer Länge von 900 m, die Anlage von Rollwegen und eines Vorfeldes, der Bau einer Tankstelle, eines Betriebsgebäudes und von zwei Flugzeughallen erfolgen. Die Gesamtkosten betragen ca. 10 Mio. €.

### Die Klagen der Bürger
Am 16. Dezember 1996 erteilte das Luftverkehrsamt am Regierungspräsidium Dresden die Genehmigung zum Betrieb des Verkehrslandeplatzes Chemnitz/Jahnsdorf. Gegen diese Genehmigung legten die Gemeinden Leukersdorf, Adorf/Erzgeb. und einige Privatpersonen Widerspruch ein. Es entwickelte sich ein lange anhaltender Rechtsstreit um die Betriebsgenehmigung, bei denen die Flugplatzgegner unterlagen.

## Ausbau

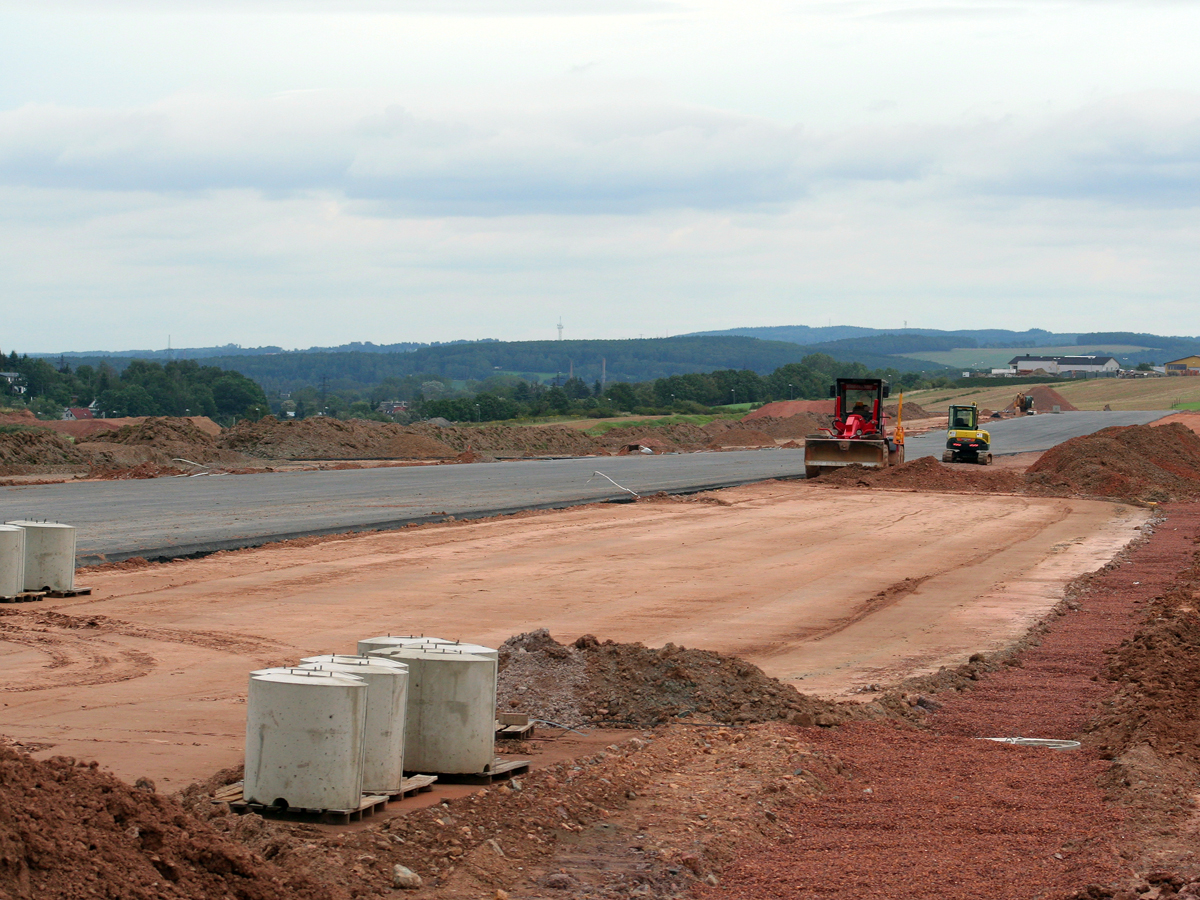
Asphaltierung der Start- und Landebahn

Die geplanten Baumaßnahmen (Bau einer befestigten Start- und Landebahn mit einer Länge von 900 m, Rollwegesystem und Vorfeld, Tankstelle, Betriebsgebäude, zwei Flugzeughallen) sind nur ein erster Schritt in einem möglichen Ausbauszenario. Der Grundsatzbeschluss des Aufsichtsrates zum Ausbau sieht vor, dass der Verkehrslandeplatz die Voraussetzungen für den professionellen Geschäftsflug besitzt, das heißt, es können die wesentlichsten zweimotorigen Propellerflugzeuge und kleine Jets (ca. 10 Sitze) den Platz nutzen. Dies bedeutet unmittelbar nach dem ersten Schritt eine Verlängerung der Start- und Landebahn auf 1200 m mit jeweils 200 m Überrollfläche, so dass in jede Richtung 1400 m effektiv zur Verfügung stehen. Diese Maßnahme muss gesondert erfolgen, da gleichzeitig ein Stück Staatsstraße umverlegt werden muss.
Die Flugplatzanlage ist so angelegt, dass auch danach grundsätzlich Erweiterungsmöglichkeiten bestehen. Weitere Schritte werden aber nur verfolgt, wenn die Wirtschaft der Region dies fordert und die Wirtschaftlichkeit gegeben ist.